# لا ورد (تگزاس)
لا ورد، تگزاس (به انگلیسی: La Ward, Texas) یک شهر در ایالات متحده آمریکا با جمعیت ۲۰۰ نفر است که در تگزاس واقع شده‌است.

## موقعیت جغرافیایی
موقعیت جغرافیایی شهرها و مناطق اطراف به شرح زیر است: